# Гальпон
Гальпон — большой зал; в основном в испаноязычных странах Латинской Америки гальпоном стали называть конструкцию типа сарай, склад, гараж для сельскохозяйственных машин; обычно это были сельские конструкции с одной дверью. Известны дворец танго Гальпон и театр Эль Гальпон в Монтевидео.

## Этимология
Как указывает историк Инка Гарсиласо де ла Вега (1609): «Слово гальпон не из всеобщего языка Перу (то есть кечуа); должно быть, оно [пришло] с островов Барловенто (Канарских островов): испанцы ввели его вместе со многими другими словами. Оно означает большой зал. Короли инки имели столь огромные залы, что они служили ареной для празднеств в период дождливой погоды, когда празднества нельзя было устраивать на площадях; и на этом хватит замечаний».

## Известные существующие Гальпоны
В современных условиях Гальпонами стали называть концерт-холлы, театры, гостиницы, фермы:
- В Саньяго-де-Чили — концерт-холл Galpon Victor Jara.
- В чилийской Патагонии — ферма Galpon. [3]
- Гостиница в Риобамба, Эквадор — Hotel El Galpon (Argentinos y Carlos Zambrano, Riobamba 593, Ecuador).
- Известный Театр в Монтевидео, Уругвай — Institución Teatral El Galpón. [4]

Также существует город:
- Гальпон, в Гран-Чако, Тариха, Боливия (координаты 21° 52' 0" ю.ш., 62° 53' 0" з.д.)